# Salvador Codina i Duran
Salvador Codina i Duran (Sabadell, 5 de setembre de 1879 - Caldes de Montbui, 20 de gener de 1964) fou doctor en farmàcia i un dels primers elaboradors de iogurt dels Països Catalans.
Nasqué a Sabadell el 5 de setembre de 1879 i estudià farmàcia a Barcelona i a Santiago. L'any 1911 heretà la farmàcia de Rafel Ribó, situada al carrer Forn 7, mercès al matrimoni amb la seva filla Maria de Covadonga. Donà l'impuls innovador que la farmàcia necessitava. La fa fer nova, d'estil modernista. Fou operativa fins a finals del segle xx, i avui dia encara es conserva, restaurada, al costat de l'actual.
També fundà, l'any 1908, el primer laboratori d'anàlisis (de sang, orina, llet i aigua) i inicia la preparació de iogurts, quefir de llet i selecció de ferments làctics que es feren populars a tota la comarca i, fins i tot, s'acabaren venent en algunes farmàcies de Barcelona (fcia. Arderiu del carrer Bailén). Fou un dels pioners en l'elaboració de iogurts als Països Catalans.
Cal destacar el seu paper en el turisme a Caldes i als Països Catalans en general amb la realització, conjuntament amb el mestre nacional Jaume Bech Rotllan de la guia local de Caldes de Montbui, denominada L'Amic del turista de Caldes de Montbuy, editada l'any 1922. Aquesta presenta aspectes històrics de la població; anuncis breus d'empreses de construcció, de sastreria o licors, petits planells amb circuits i recorreguts, i unes conclusions amb una petita bibliografia i l'agraïment al doctor Palà per la cessió de les dades sobre les aigües termals i a mossèn Isidre, per les fotografies. El 20 de gener de 1964 morí a Caldes de Montbui.